# A-004
A-004 è stata una missione compiuta dalla NASA durante il programma Apollo al fine di valutare alcuni sottosistemi. In particolare è stata l'ultima a collaudare i sistemi di salvataggio.